# Salmānu-ašarēd III.

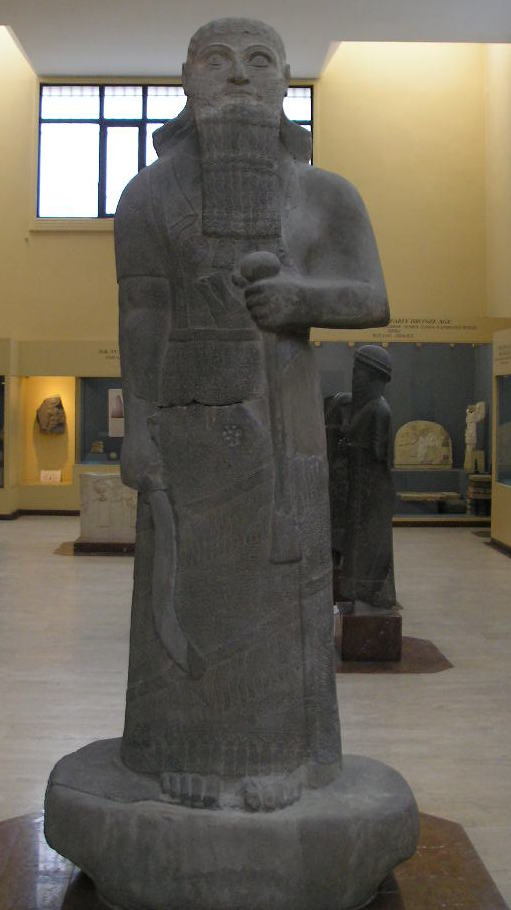
Statue Salmānu-ašarēd III. aus Aššur (heute in Istanbul)

Salmānu-ašarēd III. (Šulmānu-ašarēd III. oder auch Salmanassar III. in Analogie zum biblischen Salmanassar V.) war von 858 v. Chr. bis 824 v. Chr. König des Assyrischen Reiches. Sein Name bedeutet: Salmānu ist der oberste Gott. Er folgte als zweiter König des Neuassyrischen Reiches auf seinen Vater Aššur-nâṣir-apli II. und führte dessen Eroberungspolitik fort.

## Leben
Als Sohn von Aššur-nâṣir-apli II. und dessen Gemahlin Mullissu-mukannišat-Ninua war er von Geburt an im Mittelpunkt großer Pläne seines Vaters. Als Erbsohn erhielt er den Namen des früheren Königs Salmānu-ašarēd I., den sein Vater wohl als großes Vorbild angesehen hat. So verlegte er die Residenz in das heutige Nimrud, eine zu assyrischer Zeit Kalḫu oder Kalach genannte, etwa 500 Jahre zuvor von Salmānu-ašarēd I. erbaute Stadt. Oberhalb davon ließ er einen riesigen Palast errichten, den er als Zentrum einer neuen Großmacht schließlich seinem Sohn hinterließ.
Nach der Thronbesteigung bereitete Salmānu-ašarēd III. seinem Vater die letzte Ruhestätte in der dafür schon lange vorbereiteten Gruft des ausgedienten Alten Palasts in Aššur. Deutsche Ausgräber haben sie nach dem Zweiten Weltkrieg wiederentdeckt und sie enthielt noch die zertrümmerten Reste des Basaltsarges. Dann machte er sich zäh an die Aufgabe, das Werk fortzusetzen. Dabei erwies sich Salmānu-ašarēd III. als ebenso kriegsgewaltiger König wie sein Vater und er dehnte, mit seinem Feldmarschall Dajan-Aššur als Oberbefehlshaber, die Grenzen des Reiches nach allen Seiten aus.
Bereits im ersten Jahr seiner Regentschaft, so berichtet die Inschrift auf einer Thronbasis aus Nimrud, konnte er sein Schwert symbolisch in das „Meer von Nairi“ (Vansee oder Urmiasee) tauchen. Mit Babylonien verbündet, festigte er dann nach und nach die assyrische Oberhoheit über Syrien und Palästina. Zahlreiche Fürsten wurden tributpflichtig, darunter auch Jehu und im Jahre 853 v. Chr. Ahab, die in der Bibel als Könige von Israel erwähnt sind. Nur die Eroberung des aramäischen Damaskus blieb ihm trotz größter Anstrengungen versagt. Die Stadt hatte maßgeblich an der Bildung einer anti-assyrischen Allianz von Stadtstaaten mitgewirkt, die sich Salmānu-ašarēd III. in der Schlacht von Qarqar entgegengestellt hatte. Im bergigen Norden kam es zu einem erfolgreichen Kräftemessen mit dem Reich Urartu. Der Feldzug erforderte jedoch eine Anspannung so großer Kräfte, dass an dessen dauerhafte Besetzung nicht zu denken war.
Neben Siegesstelen, die jeweils die Endpunkte seiner Expeditionen bezeichnen, sind seine Kriegsberichte auch auf seinem berühmten schwarzen Obelisk und am etwa sieben Meter hohen Bronzetor in Balawat bis heute erhalten. An Kunstwerken sind aus seiner Regierungszeit vor allem die Palasttüren von Imgur-Enlil (Balawat C) bedeutsam. Die Kurchstele überliefert eine Auflistung seiner Gegner.
Gegen Ende seiner Amtszeit kam es zum Aufstand von 27 Stadtstaaten unter Führung seines ältesten Sohnes Aššur-danin-apla. Dem wurde er vor seinem Tod nicht mehr Herr. Sein Sohn und Erbe Šamši-Adad V. war auf Unterstützung von Marduk-zākir-šumi I. aus Babylon angewiesen und konnte den Machtkampf erst nach sechs Jahren Bürgerkrieg zu seinen Gunsten entscheiden.

## Feldzüge

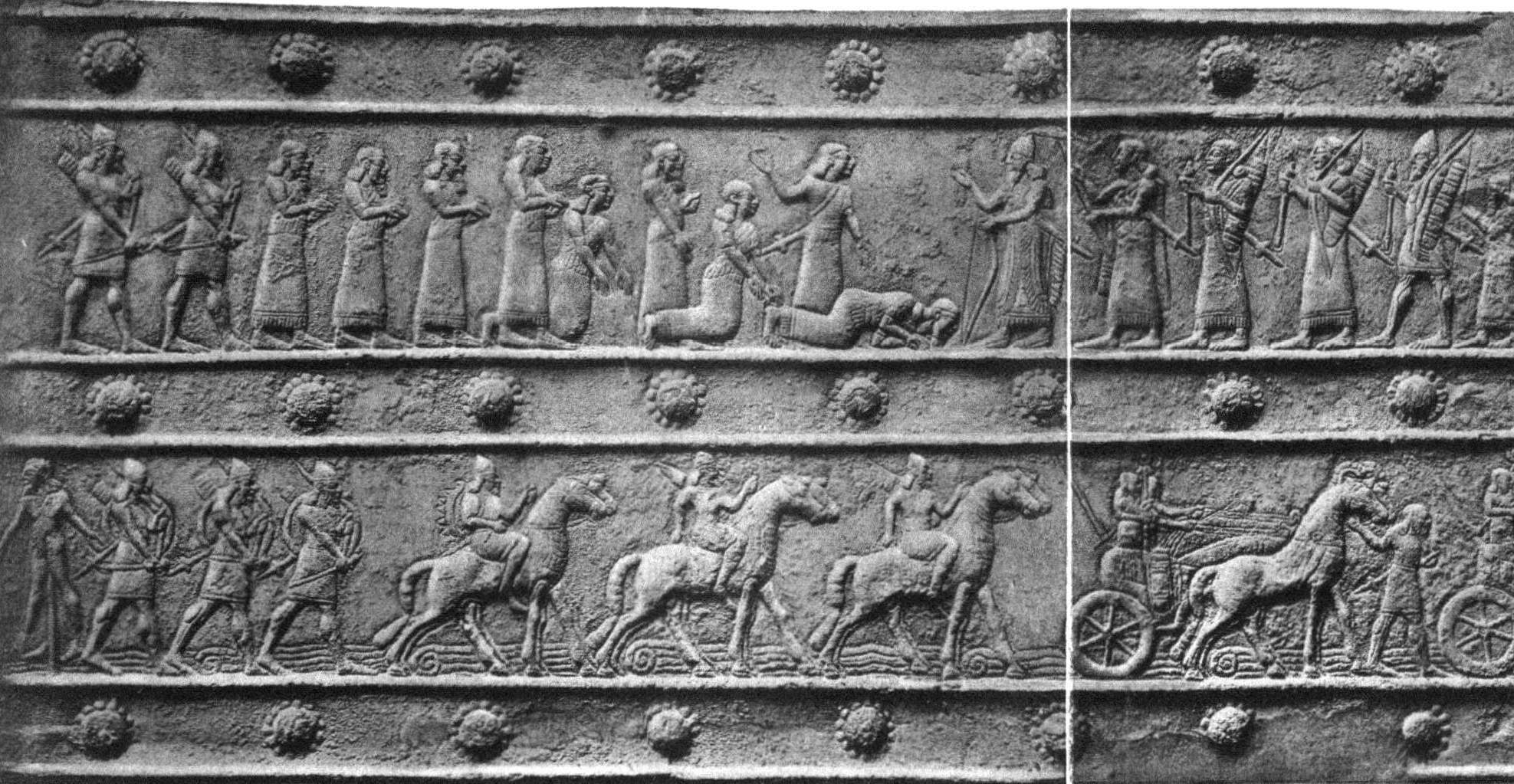
Teil der Bronzebeschläge der Tore des Palasts Salmānu-ašarēd III. in Imgur-Enlil (Balawat) mit Darstellungen des Empfangs von Gesandten durch Salmānu-ašarēd III. (heute im British Museum)

| Reg.jahr | Jahr        | Zielgebiete |
| -------- | ----------- | --- |
| 01. Jahr | 858 v. Chr. | Hubuškia (westlich vom Urmiasee), Karkemiš, Nurgebirge und Gebiete am Mittelmeer                                  |
| 02. Jahr | 857 v. Chr. | Ahunu von Bit Adini, Ḫatti (Quellgebiet von Euphrat und Tigris bis zum Mittelmeer)                                |
| 03. Jahr | 856 v. Chr. | Bit Adini, Nairi (unter anderem Arzaškun), Urartu und Hubuškia                                                    |
| 04. Jahr | 855 v. Chr. | Ahunu von Bit Adini                                                                                               |
| 05. Jahr | 854 v. Chr. | Mazamua und Kaššiari-Gebirge (Tur Abdin)                                                                          |
| 06. Jahr | 853 v. Chr. | Aram (Schlacht von Qarqar/Kampf einer antiassyrischen Koalition), Ḫatti und Aleppo                                |
| 07. Jahr | 852 v. Chr. | Tribut der Nairi-Länder                                                                                           |
| 08. Jahr | 851 v. Chr. | Babylonischer König Marduk-zākir-šumi I. bietet Bündnis an wegen Bürgerkriegs                                     |
| 09. Jahr | 850 v. Chr. | Erneute Unterstützung Babylons, Tributempfang von Bit Amukani und Zug zum Persischen Golf                         |
| 10. Jahr | 849 v. Chr. | Karkemiš, Aram und Hamath                                                                                         |
| 11. Jahr | 848 v. Chr. | Erneute Aufstände von Aram und Hamath (Unter Führung von Hadad-Eser und Irhuleni); Tribut von Qalparunda von Unqi |
| 12. Jahr | 847 v. Chr. | Stadt Paqarahubuna                                                                                                |
| 13. Jahr | 846 v. Chr. | Matiate im östlichen Kaššiari-Gebirge                                                                             |
| 14. Jahr | 845 v. Chr. | Erneuter Aufstand von Aram und Hamath (Hadad-ezer und Irhuleni)                                                   |
| 15. Jahr | 844 v. Chr. | Erneuter Zug in die Nairi-Länder                                                                                  |
| 16. Jahr | 843 v. Chr. | Mazamua, Namri, König Marduk-mudammiq flüchtet.                                                                   |
| 17. Jahr | 842 v. Chr. | Tribut von Ḫatti, Zedernfällen im Nurgebirge                                                                      |
| 18. Jahr | 841 v. Chr. | Erneuter Aufstand von einer von Aram angeführten Koalition; letztmalige Erwähnung von Hadad-ezer                  |
| 19. Jahr | 840 v. Chr. | Jagd im Ḫatti-Gebiet; Zedernfällen im Nurgebirge                                                                  |
| 20. Jahr | 839 v. Chr. | „Musterung“ der Könige von Ḫatti („Aram-Koalition“); Vorstoß bis Que                                              |
| 21. Jahr | 838 v. Chr. | Erneuter Aufstand von Aram; erstmalige Erwähnung von Hasael                                                       |
| 22. Jahr | 837 v. Chr. | Tabal (südlich von Kayseri)                                                                                       |
| 23. Jahr | 836 v. Chr. | Tributempfang von Tabal                                                                                           |
| 24. Jahr | 835 v. Chr. | Vorstoß nach Namri in Parsua; Empfang des Tributs von 27 Königen; erstmalige Erwähnung der Meder                  |
| 25. Jahr | 834 v. Chr. | Que und Einnahme Festung Aramu von Bit Agusi (Land Jahan zwischen Karkemiš, Patin und Hamat)                      |
| 26. Jahr | 833 v. Chr. | Que, Tarsis und Zedernfällen im Nurgebirge                                                                        |
| 27. Jahr | 832 v. Chr. | Urartu und Zusammenstoß mit Seduru (Sarduri I.)                                                                   |
| 28. Jahr | 831 v. Chr. | Niederschlagung von Aufruhr in Unqi                                                                               |
| 29. Jahr | 830 v. Chr. | ohne Eintragung                                                                                                   |
| 30. Jahr | 829 v. Chr. | Erneuter Kriegszug gegen Hubuškia, Mannäer und Parsua                                                             |
| 31. Jahr | 828 v. Chr. | Erneuter Kriegszug gegen Muṣaṣir, Urartu und Namri                                                                |
| 32. Jahr | 827 v. Chr. | ohne Eintragung                                                                                                   |
| 33. Jahr | 826 v. Chr. | ohne Eintragung                                                                                                   |
| 34. Jahr | 825 v. Chr. | ohne Eintragung                                                                                                   |
| 35. Jahr | 824 v. Chr. | ohne Eintragung                                                                                                   |